# 第四階級
第四階級（英語：the Fourth Estate），又稱第四權（英語：the fourth power），指的是新聞媒體、大众传播等。
「第四階級」一词引申自欧洲传统观念中的三个“王国国民階級”（英語：estates of the realm），即在法国大革命之前一段时期，社会分为神职人员、贵族及平民三种阶层。该词的产生汇集多位思想家和作家的贡献，包括埃德蒙·伯克、理查德·克莱尔（Richard Carlyle）和19世纪《泰晤士报》的领导人亨利·里夫（Henry Reeve）；里夫在1855年10月的《爱丁堡评论》（Edinburgh Review）上撰文写道：“今天新闻界已经真正成为了一个国民階級；甚至比其他任何的階級都更为强大”。
第四階級的观点认为，新闻界在宪法里担负着一个非官方但却是中心的角色。他有助于公众了解问题、发表公共见解，因此可以领导和成为对政府的一种制衡。但是要达到这种功能，新闻界就必须独立和免于受到审查。

## 深入阅读
- Boyce,G.Curran,J.and Wingate,P.(eds)(1978)Newspaper History from the 17th Century to the Present Day.Landon:Constable.
- O'Malley,T.(1997)"Labour and the 1947-49 Royal Commission on the Press",in Bromley,M.and O'Malley,T.(eds)A Journalism Reader.Landon:Routledge.